# بورک (عراق)
بورک (به عربی: بورک شنکال) یک منطقهٔ مسکونی در عراق است که در شهرستان سنجار واقع شده‌است. بورک ۱۸٬۲۵۹ نفر جمعیت دارد.